# Orestias ctenolepis
Orestias ctenolepis, es una especie de pez actinopeterigio de agua dulce, de la familia de los ciprinodóntidos.
Peces de pequeño tamaño con una  longitud máxima descrita de 8 cm.

## Distribución y hábitat
Se distribuye por ríos de América del Sur, es un endemismo del lago Titicaca en el Perú y Bolivia. Son peces de agua dulce de alta montaña, de comportamiento bentopelágico y no migratorio. La contaminación es una amenaza importante para el lago Titicaca, además de las especies exóticas introducidas en él como la trucha arcoíris y los tinícalos, que compiten con Orestias ctenolepis.